# Lake Weyba
Der Lake Weyba (Weyba-See) ist ein großer, flacher Salzsee im Noosa Shire, Queensland, Australien. Er ist etwa 110 Kilometer von der südlich gelegenen Landeshauptstadt Brisbane und 1.100 km von der australischen Hauptstadt Canberra (ebenfalls im Süden des Sees) entfernt.
Er liegt westlich vom Südausläufer des Tewantin-Nationalparks und grenzt westlich direkt an den Noosa-Nationalpark.
Der Lake Weyba befindet sich südöstlich der nahen Kleinstadt Tewantin und ist nur 15 Autominuten (4 km) von Noosa Heads und 5 Minuten von Peregian Beach entfernt und kann über den Lakewood Drive im Süden, vom Ende der Eumarella Road über den Lake Weyba Drive im Westen, oder über den Lake Weyba Drive in Noosaville vom Norden aus erreicht werden.
Das Gebiet des Weyba-Sees war Teil der 1857 von Daniel und Zacharias Skyring gepachteten 29.000 Morgen großen Pooreema-Viehzucht und wurde bis in die 1990er Jahre als Weidegebiet genutzt.
Das Gebiet wurde 1862 von William Pettigrew und 1869 von Marine Surveyor Heath erforscht, 1876 nahm E. P. Bedwell von der Royal Navy Sondierungen des Sees vor.
Die Bezeichnung „Weyba“ (bzw. die ältere Schreibvariante „Weiba“) leitet sich vermutlich ab von der Bezeichnung „waiam“ in der Yugumbir-Sprache (alias Yugambeh-Sprache) der in dieser Gegend ansässigen Aborigines, das entweder „Stachelrochen“ oder „Flughörnchen“ bedeuten kann.
In den frühen 1900er Jahren gab es im Weyba-See eine große Anzahl von Stachelrochen, ein leichtes Ziel für die mit Speeren fischenden australischen Ureinwohner.
Der Weyba-See ist eine bemerkenswerte Naturattraktion und gilt fast als ein Geheimtipp von Noosa. Der flache Salzwassersee wird vom Weyba Creek, einem Nebenfluss des Noosa River, gespeist und dient als wichtiger Fischbrutplatz. Zum gesamten Feuchtgebiet beinhaltet besteht zu 1,2 % (0,1 km²) Ästuar, der Rest ist Salzwasser (englisch Palustrine).
Die durchschnittliche jährliche Niederschlagsmenge (von Tewantin) liegt bei über ca. 1,5 Millimetern (mm).
Die regenreichste Zeit ist in den ersten drei Monaten des Jahres, im Februar mit durchschnittlich ca. 200–300 mm Niederschlag, die trockenste im September mit rund 30 mm (langjährige Mittel).

## Freizeit und Erholung
Am Ende des Lake Weyba Drive im Westen des Sees gibt es eine Bootsrampe und Picknicktische, sowie Übernachtungsmöglichkeit in Cottages am See.
Vom Lakewood Drive im Süden gibt es einen Zugang (mit zwei Varianten) zu einem Uferweg, dieser ist etwa 2,3 km lang.
Der Weg gilt als prinzipiell einfach, für die Strecke benötigt man etwa eine halbe Stunde (Leinenpflicht für Hunde).
Auch vom Lake Weyba Drive im Westen des Sees führt ein 3,0 km langer Uferweg (englisch Foreshore walk) am See entlang (kein Rundweg um den See).
Bootsfahrten mit Kanu oder Kajak sind möglich, über diese hinaus werden wegen der geringen Tiefe nur Katamarane empfohlen.
Mit dem Rad gelangt man zum Westufer (Bademöglichkeit, Kitesurfen).

## Ökologie
Der See bietet einer Vielzahl von Pflanzen und Tieren in der Region eine wichtige Heimat.

### Fauna
Zu den Großtieren der Fauna gehören Kängurus, die über den flachen See springen.
Rund um den See gibt es Brahmanenmilane, die man mit etwas Glück beobachten kann. Sie haben den Weyba-See schon seit einigen Jahren zu ihrer Heimat gemacht (Stand 2020). Sehr viel Glück ist allerdings nötig, um einen vom Aussterben bedrohten Regenbogenspint oder einen Braunkopf-Rabenkakadu zu sehen. Häufiger sind Kormorane und Reiher (englisch herons, wissenschaftlich Familie Ardeidae), insbesondere auch Silberreiher (engl. egrets, Unterfamilie Ardeinae) zu beobachten. Sie gehören mit ihren langen Beinen und Schnäbeln zu den perfekten Fischern des Sees. Abends gehen verschiedene Eulenarten und der Eulenschwalm (Tawney-Froschmaul) auf Beutefang.

### Flora
Zur Pflanzenwelt rund um den See gehören Eukalyptusbäume und Mangroven. Es gibt eine Reihe von seltenen und bedrohten Pflanzenarten wie Sumpforchideen (Prasophyllum sp., Orchidoideae), „Weihnachtsglocken“ (englisch Christmas Bells, wiss. Blandfordia), sowie die „Winzigen Kehllappen“ (engl. tiny wattle, wiss. Acacia bynoeana), Verwandte der Goldenen Kehllappen (engl. Golden Wattle, wiss. Acacia pycnantha).
Daneben gibt es Salzwiesen (engl. saltpans).

### Mikrobiom
Um 2018/2019 wurden Sedimentproben des Salzwassersees in der Nähe des Lake Weyba Drives im Westen des Sees entnommen. Nach Metagenomik-Untersuchungen dieser Proben durch J. Sun et al. von der University of Queensland (2021) gibt es Hinweise auf Asgard-Archaeen im See, die zu den folgenden Gruppen gehören:
- Thorarchaeota
  - Candidatus Thorarchaeota archaeon isolate LW55_85[12] (alias lw_55_reseq_max40.085)
- Sifarchaeota-Borrarchaeota
  - Ca. Borrarchaeum weybense[13][14]
  - Ca. Borrarchaeum sp. isolate LW40_55[15] (alias lw40_2019reseq_gm2_55)
  - Ca. Borrarchaeum sp. isolate LW55_7[16] (alias lw_55_reseq_mb2.7)
- Helarchaeota-Lokiarchaeota
  - Ca. Helarchaeota archaeon isolate LW55_61[17] (alias lw55_2018reseq_mb2_61)
  - Ca. Lokiarchaeota archaeon isolate LW40_45,[18] synonym LW40-45 sp019058445[19]
  - Ca. Lokiarchaeota archaeon isolate LW60_42,[20] syn. LW60-42 sp019058515[21]